# Jean Baptiste Point du Sable
Jean Baptiste Point du Sable, förmodligen född före 1750, död 28 augusti 1818 i Saint Charles i Missouri, var en amerikansk nybyggare som bosatte sig i vid Chicagoflodens mynning under 1780-talet och räknas som staden Chicagos grundare, även om området tidigare i omgångar bebotts av indianer och besökts av flera expeditioner.
Jean Baptiste Point du Sables tidigare år är okända och liksom hans ursprung. Han var pälsjägare och trapper i trakterna kring Stora sjöarna mellan USA och Kanada som gifte sig med en kvinna ur indianstammen Potawatomi. Hans dotters giftermål år 1790 ligger till grund för antagandet att han var född före 1750. Samtida källor berättar att han hade afrikanskt ursprung. I biografier över hans liv har även rent fiktiva berättelser tagits som sanningar. I de flesta har han angetts som komma från Västindien och att hans far var fransk och hans mor slav från Afrika. I den historiska romanen Jean Baptiste Pointe duSable: Founder of Chicago av Shirley Graham Du Bois från 1953 uppges han vara född i Saint-Marc i nuvarande Haiti och att hans far var styrman på ett franskt piratskepp och modern en frigiven slav. Andra teorier uppger att han var av fransk-kanadensiskt ursprung.
I ett diktverk utgivet 1813, skriven av den brittiske officeren Arent Schuyler de Peyster, uppges att Jean Baptiste Point du Sable bodde i "Eschecagou" 1779, men andra mer officiella källor uppger att han då fanns på annan ort. Under 1780-talet etablerade han och familjen en utpost med ett boningshus som beskrevs som stort och välbärgat med franska möbler och målningar på väggarna. Efter att hans hustru gått bort sålde han gården som då bland annat bestod av boningshus, två lador, en hästdriven kvarn, bakhus, rökhus, hönsgård, verkstad och mejeri. Han flyttade söderut till sin son i Saint Charles i Missouri. Sonen dog 1813 och 1818 avled Jean Baptiste Point du Sable utan att ha några större tillgångar. Han hade då tagits om hand av en vän till familjen efter en form av undantagskontrakt.

## Eftermäle
Trots att han räknas som Chicagos grundare har Jean Baptiste Point du Sable uppmärksammats relativt lite i Chicago. Det har uppmärksammats av framförallt den afro-amerikanska befolkningen som menar att det beror på att han var mörkhyad. Den första institutionen som namngavs efter honom var DuSable High School, en gymnasieskola i södra Chicago som hade en övervägande del afroamerikansk befolkning. Sedermera har även det afroamerikanska museet i Chicago, DuSable Museum of African American History namngivits efter honom och ett torg, Pioneer Plaza, på ungefär den plats hans bosättning låg invigdes 1965.